# Йосіда Сунао
Йосіда Сунао (яп. 吉田直, справжнє ім'я Мацумото Сунао) — японський письменник-фантаст.

## Біографія
Йосіда Сунао народився в місті Ашія в префектурі Фукуока. Закінчивши середню та вищу школу Ла Салле, вступив на юридичний факультет університету Васеда. Здобув ступінь магістра в університеті Кіото.
У 1997 році, під час навчання в магістратурі, його перша повість Геноцид янголів (Повстання богів) отримала премію видавництва Kadokawa Shoten. У тому ж році ця повість була опублікована в журналі The Sneaker. Навесні 2000 року почала виходити та стала популярною серія Trinity Blood: було видано 15 книг. Тільки в Японії було продано понад півтора мільйона примірників. Йосіда Сунао став провідним автором журналу The Sneaker.
Trinity Blood перекладена на вісім мов, по ній знято аніме, створена манґа, випущені DVD, диски з саундтреками та ін.
Але не видавши й половини запланованого, тільки підвівши історію до кульмінації, 15 липня 2004 року Йосіда Сунао помер від нестачі протеїну S (спадкова хвороба) — у нього відмовили легені.
На прощальну церемонію зібралося більше ніж 10 000 шанувальників і знайомих автора.
| Йосіда Сунао, будучи невиліковно хворим, не здався під цим тягарем, продовжував працювати і самовиражатися. Протистоячи своїй хворобі, не намагаючись втекти від долі, він продовжував працювати. Одна з опублікованих ним робіт — «Кров Трійці», наповнена вірою в людство, викликає відгук у величезного числа людей, незалежно від їх національності, статі та віку. З некролога[1] |